# Svenska mästerskapen i längdskidåkning 1994
Svenska mästerskapen i längdskidåkning 1994 arrangerades i Sollefteå.

## Medaljörer, resultat

### Herrar
| Gren                    | Guld                                                      | Guld                                                      | Silver         | Silver     | Brons            | Brons           |
| 15 km (F)               | Vladimir Smirnov                                          | Stockviks SF                                              | Torgny Mogren  | Åsarna IK  | Henrik Forsberg  | Bergeforsens SK |
| 30 km (F)               | Torgny Mogren                                             | Åsarna IK                                                 | Niklas Jonsson | Piteå SGIF | Anders Bergström | Domnarvets GoIF |
| 50 km (K)               | Jan Ottosson                                              | Åsarna IK                                                 | Niklas Jonsson | Piteå SGIF | Mikael Isaksson  | Hägglunds IoFK  |
| Jaktstart (10 K + 15 F) | Jan Ottosson                                              | Åsarna IK                                                 | Torgny Mogren  | Åsarna IK  | Anders Bergström | Domnarvets GoIF |
| Stafett 3 x 10 km (K)   | Åsarna IK (Jan Ottosson, Jyrki Ponsiluoma, Torgny Mogren) | Åsarna IK (Jan Ottosson, Jyrki Ponsiluoma, Torgny Mogren) |                |            |                  |                 |
| Lagtävling 15 km        | Åsarna IK                                                 | Åsarna IK                                                 |                |            |                  |                 |
| Lagtävling 30 km        | Åsarna IK                                                 | Åsarna IK                                                 |                |            |                  |                 |
| Lagtävling 50 km        | Åsarna IK                                                 | Åsarna IK                                                 |                |            |                  |                 |
| Lagtävling Jaktstart    | Åsarna IK                                                 | Åsarna IK                                                 |                |            |                  |                 |

### Damer
| Gren                 | Guld                                                     | Guld                                                     | Silver               | Silver         | Brons                | Brons          |
| 5 km (F)             | Antonina Ordina                                          | SK Tegsnäspojkarna                                       | Annika Evaldsson     | Sollefteå SK   | Marie-Helene Östlund | Hudiksvalls IF |
| 10 km (K)            | Antonina Ordina                                          | SK Tegsnäspojkarna                                       | Marie-Helene Östlund | Hudiksvalls IF | Annika Evaldsson     | Sollefteå SK   |
| 30 km (F)            | Antonina Ordina                                          | SK Tegsnäspojkarna                                       | Marie-Helene Östlund | Hudiksvalls IF | Lis Frost            | Sollefteå SK   |
| Jaktstart (5K + 10F) | Antonina Ordina                                          | SK Tegsnäspojkarna                                       | Marie-Helene Östlund | Hudiksvalls IF | Anna-Lena Fritzon    | Falu IK        |
| Stafett 3 x 5 km (F) | Sollefteå SK (Anna Gåfvels, Lis Frost, Annika Evaldsson) | Sollefteå SK (Anna Gåfvels, Lis Frost, Annika Evaldsson) |                      |                |                      |                |
| Lagtävling 5 km      | Sollefteå SK                                             | Sollefteå SK                                             |                      |                |                      |                |
| Lagtävling 10 km     | Hudiksvalls IF                                           | Hudiksvalls IF                                           |                      |                |                      |                |
| Lagtävling 30 km     | Sollefteå SK                                             | Sollefteå SK                                             |                      |                |                      |                |
| Lagtävling Jaktstart | Sollefteå SK                                             | Sollefteå SK                                             |                      |                |                      |                |

### Webbkällor
- Svenska Skidförbundet
- Sweski.com